# J. Edgar
J. Edgar ist ein US-amerikanischer Spielfilm von Clint Eastwood aus dem Jahr 2011. Es handelt sich um eine Filmbiografie über J. Edgar Hoover, den ersten Direktor des FBI. Der Film eröffnete das 25. AFI Fest 2011 in Los Angeles am 3. November 2011 und kam am 9. November 2011 in den Vereinigten Staaten in die Kinos. Der Filmstart in Deutschland war am 19. Januar 2012.

## Handlung
Der Film zeigt in Rückblenden das öffentliche und private Leben eines der umstrittensten, mächtigsten und rätselhaftesten Männer seiner Zeit,  J. Edgar Hoovers, des Gründers und langjährigen Direktors des FBI.
In den 1960er-Jahren diktiert FBI-Direktor J. Edgar Hoover seine Memoiren. 1919 ist Hoover Mitarbeiter im Justizministerium und Untergebener von A. Mitchell Palmer. Auf diesen wird ein anarchistischer Bombenanschlag verübt. Scharf kritisiert Hoover die Aufklärungsarbeit der Polizei. Als Chef einer neu gegründeten Einheit gegen Radikale setzt Hoover seine Abneigung gegen Anarchisten, Kommunisten und jeden, den er dafür hält, in die Tat um.
Von seiner streng religiösen Mutter geprägt, bittet er die Sekretärin Helen Gandy vorschnell um ihre Hand. Obwohl diese ablehnt, stellt er sie als persönliche Assistentin ein, die ihm jahrzehntelang als rechte Hand dient. Der öffentlich scharf schwulenfeindlich auftretende Hoover engagiert den athletischen Clyde Tolson, mit dem er tägliche Mahlzeiten sowie gemeinsame Urlaube verbringt. Mit diesem pflegt er eine tragische, Jahrzehnte dauernde homosexuelle Beziehung, die gegenüber der Öffentlichkeit jedoch geheim gehalten werden muss. Bei der Entführung des Lindbergh-Babys kann Hoover 1932 den Einfluss seines Ermittlungsbüros nach spektakulären Erfolgen endgültig ausbauen. Im Prozess um die Entführung des Lindbergh-Babys wird der wahrscheinlich unschuldige, deutschstämmige Bruno Richard Hauptmann zum Tode verurteilt. Hoover setzt hohe Anforderungen an die Qualifikation für das FBI um und fördert die wissenschaftliche kriminalistische Arbeitsweise. Er wird als jemand geschildert, der nicht viel von Bürgerrechten hält und ständig daran arbeitet, die Machtbefugnisse gegenüber den Freiheitsrechten auszubauen. Zu den Kennedy-Brüdern John und Robert hat er ein sehr angespanntes Verhältnis. Ebenfalls mit Präsident Nixon ist das Verhältnis sehr angespannt. In den 1960er Jahren unterstellt er der Bürgerrechtsbewegung um Martin Luther King, Jr., den Kommunismus zu fördern. Er plant eine illegale Intrige gegen diesen zu initiieren, was er jedoch nicht in die Tat umsetzt. Nach seinem Tod vernichtet Gandy seine Geheimarchive, damit sie Nixon nicht in die Hände fallen.

## Besetzung und Synchronisation
Die Film- & Fernseh-Synchron übernahm die deutsche Synchronisation, unter der Leitung von Marianne Groß.
| Rolle                     | Schauspieler        | Synchronsprecher   |
| ------------------------- | ------------------- | ------------------ |
| J. Edgar Hoover           | Leonardo DiCaprio   | Gerrit Schmidt-Foß |
| Clyde Tolson              | Armie Hammer        | Sascha Rotermund   |
| Helen Gandy               | Naomi Watts         | Claudia Lössl      |
| Bruno Hauptmann           | Damon Herriman      | Benedikt Weber     |
| Robert F. Kennedy         | Jeffrey Donovan     | Michael Roll       |
| Anna Marie                | Judi Dench          | Gisela Fritsch     |
| Agent Smith               | Ed Westwick         | Stefan Günther     |
| Charles Lindbergh         | Josh Lucas          | Thomas Nero Wolff  |
| General Harlan F. Stone   | Ken Howard          | Hartmut Neugebauer |
| Arthur Koehler            | Stephen Root        | Walter von Hauff   |
| Alexander Mitchell Palmer | Geoffrey Pierson    | Dieter Memel       |
| Lela Rogers               | Lea Thompson        | Petra Einhoff      |
| Inspector Schell          | Christian Clemenson | Christoph Jablonka |

## Rezeption
Im Film wird Hoover als homosexuell dargestellt und hat eine jahrzehntelange, heimliche Beziehung mit Clyde Tolson. Die Darstellung von Hoovers Homosexualität spielt eine wichtige Rolle. Das führte in den Vereinigten Staaten zu öffentlichen Diskussionen um Clint Eastwoods Werk.

### Kritiken
„Im Kern ist J. Edgar die Geschichte von einem, der auszog, sich selbst zu belügen, und der bis zum Schluss den Dingen nicht so recht ins Auge sehen kann. Ein Film über das Sterben – Eastwood ist inzwischen 81 Jahre alt, vielleicht erlaubt ihm das, mit so viel Wärme und Bedauern einen Mann zu betrachten, der nie glücklich war.“

„Ohne die historischen Fakten zu vernachlässigen, fahndet Clint Eastwood in dieser Filmbiografie nach dem Menschen hinter der äußeren Fassade. Weder Verachtung noch Bewunderung kennzeichnen sein Porträt, sondern die Faszination für eine schillernde Persönlichkeit, ohne ein moralisches Urteil abzugeben. Hervorragend in Inszenierung und Darstellung.“

„Inhaltlich ist J. EDGAR also ein Film, von dem man sich nicht allzu viel erwarten sollte, erzählt er doch eben nur ein paar zentrale Begebenheiten im Leben seiner Hauptperson nach und bleibt in der Erklärung für die Handlungen seines Protagonisten im Rahmen typischer Erklärungsmuster. Das macht er alles ganz solide und auch wenn die Verschachtelung gelegentlich nur haarscharf nicht konfus wird, macht gerade die Komplexität einen gewissen Reiz aus. […] Ein Meisterwerk sieht sicherlich anders aus, aber jenseits aller gerechtfertigten Kritik ist J. Edgar ein ziemlich solider Film geworden, dessen bestes Verkaufsargument eindeutig Leonardo DiCaprios brillante Performance ist. Kann man sich anschauen, muss man aber nicht.“

### Auszeichnungen
- 2011: National Board of Review: Gewinner Top Films
- 2011: Satellite Awards: Nominiert Bester Hauptdarsteller, für Leonardo DiCaprio
- 2011: Dallas-Fort Worth Film Critics Association: Nominiert Bester Nebendarsteller, für Armie Hammer
- 2011: GLAAD Media Awards: Nominiert Outstanding Film – Wide Release
- 2011: Hollywood Film Festival: Gewinner Produktionsdesigner des Jahres, für James J. Murakami
- 2012: Broadcast Film Critics Association: Nominiert Bestes Make Up
- 2012: Broadcast Film Critics Association: Nominiert Bester Schauspieler, für Leonardo DiCaprio
- 2012: Golden Globe: Nominiert Bester Hauptdarsteller – Drama, für Leonardo DiCaprio
- 2012: Screen Actors Guild Awards: Nominiert Bester Hauptdarsteller, für Leonardo DiCaprio
- 2012: Screen Actors Guild Awards: Nominiert Bester Nebendarsteller, für Armie Hammer
- 2012: AFI Awards: Gewinner Film des Jahres, für Clint Eastwood, Brian Grazer und Ron Howard
- 2012: Australian Film Institute: Nominiert Bester Schauspieler, für Leonardo DiCaprio
- 2012: Irish Film and Television Awards: Nominiert Bester internationaler Schauspieler, für Leonardo DiCaprio
- 2012: Society of Camera Operators: Gewinner Kameramann des Jahres für Stephen S.Campbell